# Das zwanzigste Jahrhundert (1890–1896)
Das zwanzigste Jahrhundert war eine nationalchauvinistische und radikal  antisemitische deutsche Monatsschrift, die von Oktober 1890 bis Ende 1896 erschien. 

## Deutsch-nationale Monatshefte für sociales Leben, Politik, Wissenschaft und Literatur
Gründer und erster Herausgeber war der baltische Schriftsteller und Journalist Erwin Bauer. Die ersten vier Jahrgänge trugen den Untertitel Deutsch-nationale Monatshefte für sociales Leben, Politik, Wissenschaft und Literatur. Bauer war Anhänger der zunächst von Österreich ausgehenden deutschnationalen Bewegung und Verfechter eines radikalen Antisemitismus. Seine Monatshefte versuchten zwischen den widerstreitenden Flügeln der Völkischen Bewegung zu vermitteln, indem einige Erscheinungen der Moderne angenommen, andere hingegen verworfen wurden. Der moderne Freiheitsgedanke und die funktionale Gliederung der Industriegesellschaft wurden akzeptiert, religiöser Nihilismus und „Werteverfall“ seien zu bekämpfen.
Ab dem dritten Jahrgang (1892) erschien Das zwanzigste Jahrhundert kurzzeitig im Verlag der Neuen Deutschen Zeitung, der Tageszeitung der antisemitischen Deutschsozialen Partei. Im Frühjahr 1893 kam es jedoch zum Bruch zwischen Bauer und der Partei, welche jenem nicht radikal genug auftrat.

## Blätter für deutsche Art und Wohlfahrt
Von April 1893 bis Oktober 1894 gab Friedrich Lienhard die Monatshefte heraus, die Redaktion wechselte von Leipzig nach Berlin und war um Abstand vom parteigebundenen Antisemitismus bemüht. Der Zusatztitel wurde zu Blätter für deutsche Art und Wohlfahrt geändert. Von November 1894 bis März 1895 leitete Horst Lustenröder die Redaktion. Von April 1895 bis März 1896 war Heinrich Mann Schriftleiter, danach bis zur Einstellung der Zeitschrift Theodor Schröter.
Zu den bekanntesten Autoren gehörten Adolf Wahrmund, Harald Grävell, Ludwig Kuhlenbeck, Ottomar Beta, Heinrich Pudor, Paul Dehn, Ernst Wachler und Guido List.

### Brüder Mann
Der 24-jährige Heinrich Mann übernahm die antisemitischen Formeln seiner Zeit nicht nur beiläufig und unreflektiert, sondern explizit zustimmend und rhetorisch verstärkend.
Juden waren seinen zahlreichen eigenen Beiträgen im Zwanzigsten Jahrhundert zufolge die Inkarnation der Hochfinanz und repräsentierten das Gegen-Deutsche: Schmutz, Raffgier, Intellekt und Internationalismus. Erst ab 1903 distanzierte sich Heinrich Mann von diesen Positionen. Das zwanzigste Jahrhundert charakterisierte er nun rückblickend als „ein reaktionäres Wurschtblatt“.
In das Jahr von Heinrich Manns Redaktionsleitung fallen auch Beiträge von Thomas Mann. Seine Beiträge sind deutlich moderater im Tonfall, beinhalten aber die antijüdischen Stereotype, die um die Jahrhundertwende auch in seinen eigentlich literarischen Arbeiten zu finden sind.